# Madame Tutli-Putli
Madame Tutli-Putli è un cortometraggio in stop-motion del 2007 diretto da Chris Lavis e Maciek Szczerbowski, candidato al Premio Oscar nel 2008 e Prodotto dall'NFC. Mai uscito in Italia, è disponibile in Lingua originale nel mercato dei DVD.

## Trama
Per motivi non meglio precisati, una signora di mezza età prende un treno con le sue numerose valigie. Quando cala la sera, mentre tutti dormono per Madame Tutli-Putli comincia un viaggio metafisico ed onirico, in cui fonde la realtà (si scopre che sta fuggendo da diversi problemi personali) ed immaginazione. Tra strani personaggi e misteri irrisolti, il folle viaggio nella notte continua.

## Ricerca e produzione
Per prendere spunto per il soggetto, i due registi hanno viaggiato per due settimane sul treno Canadian (che compie un percorso tortuoso a nord del Lago Superiore), raccogliendo storie interessanti tra i passeggeri. È stato candidato agli Oscar 2008 come Miglior cortometraggio d'animazione e ha vinto il Gran Premio di Canal + al Festival di Cannes (2007). È stato girato quasi interamente in stop motion, anche se nel finale compaiono i veri occhi e le vere sopracciglia dell'attrice protagonista.